# Mariscal de la Unión Soviética

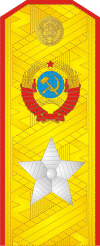
Charretera de Mariscal de la URSS.

El grado de Mariscal de la Unión Soviética (en ruso: Márshal Soviétskogo Soyuza; Маршал Советского Союза) era el máximo rango militar de la Unión Soviética. Pese a que en 1945 se propuso un rango superior destinado a Stalin, el de Generalísimo de la Unión Soviética, la firma del decreto que lo instauraría fue rechazada por el propio Stalin, manteniendo el de Mariscal como rango supremo del Ejército Rojo. El grado de mariscal fue creado en 1935 y abolido en 1991. En este rango fueron designadas 41 personas, con el equivalente al grado naval de Almirante de la Flota de la Unión Soviética. 

## Historia

### Primeros mariscales
En el Ejército Rojo el rango de mayor alcance era el de general de división y luego el de general de Ejército desde su fundación efectiva en 1918, para evitar la creación de rangos elevados que recordasen al ejército zarista, pero luego el rango de "Mariscal" fue establecido por medio de un decreto del Consejo de Comisarios del Pueblo de la Unión Soviética y del Comité Ejecutivo Central de la Unión Soviética, el 22 de septiembre de 1935, generando un conjunto de altos oficiales especialmente selectos para un mando supremo. El 20 de noviembre de aquel año el mariscalato fue otorgado a cinco oficiales:
- El Comisario del pueblo para la Defensa y veterano bolchevique Kliment Voroshílov;
- El Jefe del Estado Mayor del Ejército Rojo Aleksandr Yegórov; y
- Los comandantes Mijaíl Tujachevski, Vasili Blücher y Semión Budionny.

De todos ellos, Tujachevski y Yégorov fueron acusados de intento de golpe de Estado en el proceso conocido como Caso de la Organización Militar Trotskista Antisoviética, y Vasili Blücher fue detenido por incompetencia durante la Batalla del lago Jasán. Los tres ya mencionados resultaron ejecutados durante la Gran Purga de Stalin de 1937 y 1938, sobreviviendo solamente Voroshílov y Budionny. El 7 de mayo de 1940, tras la Guerra de Invierno, fueron nombrados tres nuevos mariscales: Semión Timoshenko, Borís Sháposhnikov y Grigori Kulik.

### Gran Guerra Patria
Durante la Gran Guerra Patria a Timoshenko y Budionny les fue retirado el mando efectivo de tropas por malos resultados al inicio de la ofensiva hitleriana, aunque conservaron su rango de mariscales, mientras que Kulik fue degradado en 1942 a puestos administrativos por "incompetencia en el mando". 
Los siguientes nombramientos de "mariscal" lo recibieron jefes militares por exclusivos méritos de guerra contra la Alemania nazi. Estos nuevos mariscales fueron los generales Georgui Zhúkov y Aleksandr Vasilevski (designados en 1943) y luego Iván Kónev, Konstantín Rokosovski, Fiódor Tolbujin, Rodión Malinovski, Kiril Meretskov y Leonid Góvorov (designados en 1944), todos con destacado historial bélico en las campañas contra las Potencias del Eje.

### Mariscales políticos y posteriores a la Gran Guerra Patria
En marzo de 1943, tras el triunfo en la Batalla de Stalingrado, Stalin mismo se designó mariscal, designación que también recibió Lavrenti Beria (en 1945) y luego Nikolái Bulganin (en 1947). Estos tres últimos fueron los llamados "mariscales políticos" al ser evidente que no eran militares profesionales.
A dos mariscales les fueron retirados sus rangos, tras sendos juicios y ejecuciones. Grigori Kulik fue ejecutado por Stalin en las purgas de posguerra de 1950, pero en 1956 fue absuelto de los cargos y rehabilitado, restituyéndolo póstumamente en el rango de mariscal el 28 de septiembre de 1957 y devolviendo sus condecoraciones a los familiares. Beria fue ejecutado el 23 de diciembre de 1953, siendo denegada la solicitud de su rehabilitación a los familiares.  
De ahí en adelante el rango solo les fue conferido a militares profesionales, con la excepción de Leonid Brézhnev quien fue designado mariscal en 1976 pese a haber tenido solo el cargo de comisario político y no de oficial profesional durante la Gran Guerra Patria.
El último mariscal fue designado en 1990 y le correspondió a Dmitri Yázov, que terminó encarcelado por el intento de golpe de Estado de agosto de 1991 contra Mijaíl Gorbachov. Otro mariscal, Serguéi Ajroméyev, se suicidó ese mismo año ante el colapso de la Unión Soviética.
Con la disolución de la Unión Soviética en diciembre de 1991, el rango fue abolido y remplazado por el de Mariscal de la Federación de Rusia. Este último rango ha sido otorgado solo al general Ígor Serguéyev, ministro ruso de Defensa entre 1997 y 2001.

## Mariscales de la Unión Soviética

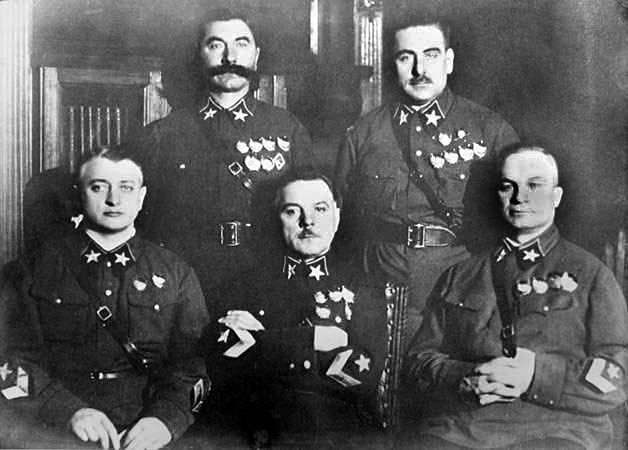
Los cinco primeros Mariscales de la URSS (de izda. a dcha.): Budionny y Blücher (de pie); Tujachevski, Voroshílov y Yegórov (sentados), 1935.

1. Kliment Voroshílov (1881-1969), designado en noviembre de 1935.
2. Mijaíl Tujachevski (1893-1937), designado en noviembre de 1935.
3. Aleksandr Yegórov (1883-1939), designado en noviembre de 1935.
4. Semión Budionny (1883-1973), designado en noviembre de 1935.
5. Vasili Blücher (1890-1938), designado en noviembre de 1935.
6. Semión Timoshenko (1895-1970), designado en mayo de 1940.
7. Grigori Kulik (1890-1950), designado en mayo de 1940.
8. Borís Sháposhnikov (1882-1945), designado en mayo de 1940.
9. Gueorgui Zhúkov (1896-1974), designado en enero de 1943.
10. Aleksandr Vasilevski (1895-1977), designado en febrero de 1943.
11. Iósif Stalin (1879-1953), designado en marzo de 1943.
12. Iván Kónev (1897-1973), designado en febrero de 1944.
13. Leonid Góvorov (1897-1955), designado en junio de 1944.
14. Konstantín Rokosovski (1896-1968), designado en junio de 1944.
15. Rodión Malinovski (1898-1967), designado en septiembre de 1944.
16. Fiódor Tolbujin (1894-1949), designado en septiembre de 1944.
17. Kiril Meretskov (1897-1968), designado en octubre de 1944.
18. Lavrenti Beria (1899-1953), designado en julio de 1945.
19. Vasili Sokolovski (1897-1968), designado en julio de 1946.
20. Nikolái Bulganin (1895-1975), designado en noviembre de 1947.
21. Iván Bagramián (1897-1982), designado en marzo de 1955.
22. Serguéi Biriuzov (1904-1964), designado en marzo de 1955.
23. Andréi Grechko (1903-1976), designado en marzo de 1955.
24. Andréi Yeriómenko (1892-1970), designado en marzo de 1955.
25. Kiril Moskalenko (1902-1985), designado en marzo de 1955.
26. Vassili Chuikov (1900-1982), designado en marzo de 1955.
27. Matvéi Zajárov (1898-1972), designado en mayo de 1959.
28. Filipp Gólikov (1900-1980), designado en mayo de 1961.
29. Nikolái Krylov (1903-1972), designado en mayo de 1962.
30. Iván Yakubovski (1912-1976), designado en abril de 1967.
31. Pável Batitski (1910-1984), designado en abril de 1968.
32. Piótr Koshevói (1904-1976), designado en abril de 1968.
33. Leonid Brézhnev (1906-1982), designado en mayo de 1976.
34. Dmitri Ustínov (1908-1984), designado en julio de 1976.
35. Víktor Kulikov (1921-2013), designado en enero de 1977.
36. Nikolái Ogárkov (1917-1994), designado en enero de 1977.
37. Serguéi Sokolov (1911-2012), designado en febrero de 1978.
38. Serguéi Ajroméyev (1923-1991), designado en marzo de 1983.
39. Semión Kurkotkin (1917-1990), designado en marzo de 1983.
40. Vasili Petrov (1917-2014), designado en marzo de 1983.
41. Dmitri Yázov (1924-2020), designado en abril de 1990.